# Абаде
Абаде (на персийски: آباده) е град в провинция Фарс, Иран, разположен 140 мили (230 км) от Исфахан и 170 мили (270 км) от Шираз. Населението е 59 116 жители (по данни от 2016 г.). Градът е столица на окръг Abadehy.
Това е най-големият град в Абаде-Еглид област, която е известна с издълбани от дърво изделия, изработени от дървен материал от круша и дървета кутия. Сусамово масло, рициново масло, зърно, както и различни плодове се произвеждат там.
Районът е известен с чергите си Абаде.

## Забележителности и занаяти
Историческите забележителности на Абаде включват емирата Кола Фаранги, Тимче Сарафян и гробницата Кхадже, намираща се в планините Кходжа. Занаятите на Абаде са бродиране на памук и чергите Абаде.

## Транспорт
Магистрала 65 минава през Абаде. Това помага на Абаде да подобри ресурсите и начина си на живот в сравнение със съседния град Еглид. Път 78 свързва Абаде с Абарку, Язд Еглид и Ясудж. Съществува и кръстовище с магистрала Абаде Шираз, 24 км южно от града. Пътят започва от околовръстния път на Абаде към Сокад и Семиром, път 55. ЖП линия от Исфахан минава през Абаде и съществуват влакови услуги на ЖП гара Абаде до Шираз, Исфахан, Техран и Машад. По време на президентския период се планира и строежа на летището на Абаде.